# Station Skjern
Station Skjern is een spoorwegstation in het Deense Skjern. Het station ligt aan de lijnen Esbjerg - Struer en Skanderborg - Skjern. Voorheen lag het ook aan de lijn Skjern - Videbæk.